# 櫻の國
『櫻の國』（さくらのくに）は、大田洋子の長編小説。1940年（昭和15年）1月の朝日新聞創刊50周年記念一万円懸賞にて一等入選し、同年10月に朝日新聞社より刊行された。
松竹により映画化され、1941年に公開された日本映画。

## 概略
笹間三郎（上原謙）が宣撫官として中国大陸に渡ることで、恋人との間に起きるドラマを描いている。
映画の製作では北京・天津ロケーションも行われた。本来は105 分の作品だが、現存するものは短くされており、結末部分も欠けている。

## 書誌情報
- 櫻の國（1940年10月、朝日新聞社）
- 近代女性作家精選集 第2期 第42巻 『桜の国』昭和15年（監修：尾形明子、2000年11月、ゆまに書房、ISBN 978-4-8433-0206-4）

## 映画

### スタッフ
- 演出 - 渋谷実
- 原作 - 大田洋子
- 脚色 - 池田忠雄、津路嘉郎
- 撮影 - 長岡博之
- 美術 - 浜田辰雄
- 編集 - 浜村義康
- 音楽 - 浅井挙曄

### キャスト
- 笹間三郎 - 上原謙
- 駒ヒカル - 高峰三枝子
- 矢島新子 - 水戸光子
- 高島総一 - 笠智衆
- 笹野賢吉 - 斎藤達雄
- しづ枝   - 吉川満子
- 新子の母 - 葛城文子
- 石川     - 河村黎吉
- あき子   - 坪内美子
- 操       - 岡村文子
- 和子     - 森川まさみ
- 阿媽     - 高松栄子
- 看護婦   - 草香田鶴子
- 宣撫官   - 久保田勝巳
- 茂       - 児玉一郎